# Productida
Productiden (Productida) sind ein ausgestorbenes Taxon von Armfüßern (Brachiopoda) mit kleiner Dorsalklappe und großer Ventralklappe. Unter ihnen befinden sich die größten überhaupt bekannten Brachiopoden. Sie bilden zusammen mit den Billingsellida, Orthotetida und Strophomenida das Taxon Strophomenata, das seinerseits zum Unterstamm der Rhynchonelliformea zählt.

## Merkmale
Die Körperhöhle bzw. der Medianschnitt ist häufig stark konkavokonvex ausgebildet. Häufig sind Öhrchen und Stacheln ausgebildet, die sich entlang des Schlossrandes aber auch über die Klappen ausbilden können. Jugendliche Formen sind mit ringförmigen Greifstacheln am ventralen Wirbel an der Sedimentoberfläche festgeheftet. Erwachsene Exemplare liegen in der Regel frei. Die Ernährung bzw. der Wasserstrom wird durch eine nach oben wachsende Schleppe gewährleistet. Zähne und Zahngruben sind häufig nicht vorhanden. In der Erdgeschichte treten sie von Ordovizium bis Perm auf. Die Gruppe wurde erstmals 1959 von Sarytcheva & Sokolskaya benannt.

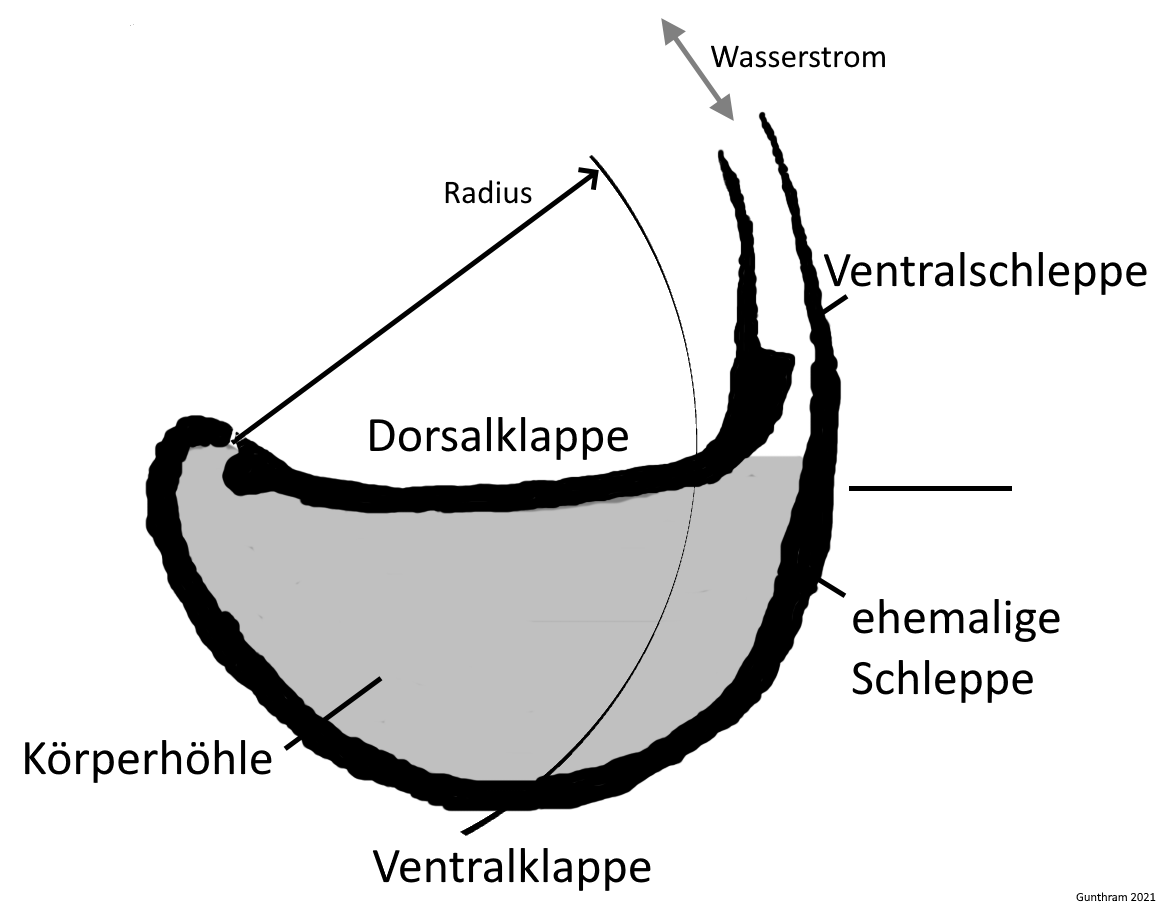
Medianer Schnitt durch einen Productiden: Dorsal- und Ventralklappe, Entwicklung der Schleppe.

## Systematik
Die Productiden teilen sich in mehrere Untertaxa auf, die im Folgenden mit ihren nächsten untergeordneten systematischen Einheiten aufgeführt sind:
- Chonetidina
  - Chonetoidea
- Productidina
  - Productoidea
  - Echinoconchoidea
  - Linoproductoidea
- Strophalosiidina
  - Strophalosioidea
  - Aulostegoidea
  - Richthofenioidea
- Lyttoniidina
  - Lyttonioidea
  - Permianelloidea